# 1219

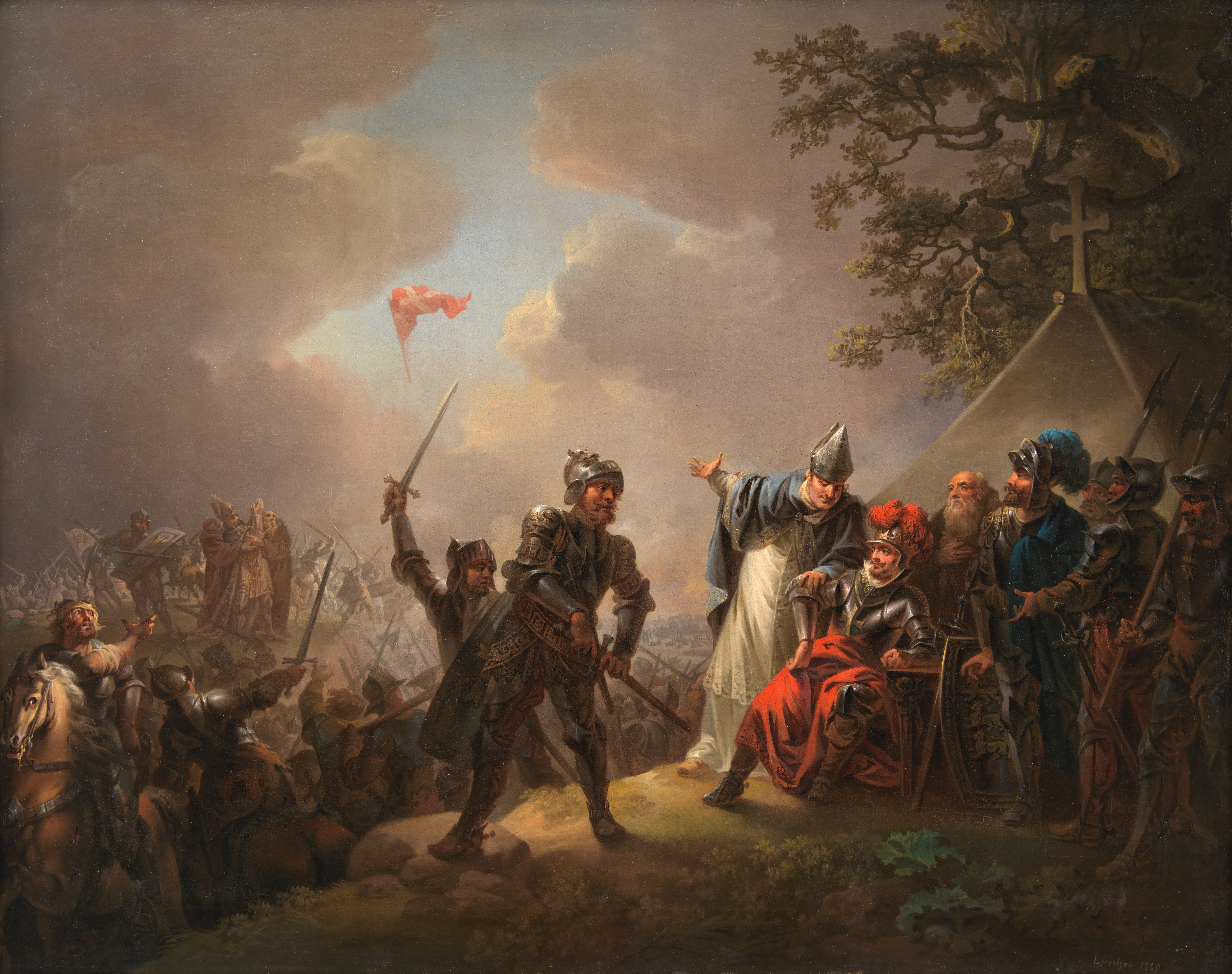
Slag bij Lyndanisse

Het jaar 1219 is het 19e jaar in de 13e eeuw volgens de christelijke jaartelling.

## Gebeurtenissen
- 16 januari De Marcellusvloed vindt plaats, met grote overstromingen in Noord-Nederland en rond de Zuiderzee.
- Vijfde Kruistocht
  - Leopold VI van Oostenrijk verlaat de kruistocht en keert terug naar huis.
  - Franciscus van Assisi onderhandelt met sultan al-Kamil, maar komt niet tot een vergelijk.
  - 5 november - De kruisvaarders veroveren Damiate. Al-Kamil stelt voor dit te ruilen tegen Jeruzalem. De meeste kruisvaarders zijn het hiermee eens, maar de pauselijk legaat Pelagius van Albano verwerpt een dergelijke ruil.
  - Willem I van Holland keert in protest tegen Pelagius' besluit terug naar Europa.
- De Mongolen onder Dzjengis Chan vallen Chorasmië, en daarmee de islamitische gebieden, binnen.
  - Steden als Balkh en Tasjkent worden veroverd en verwoest.
- 15 juni - Slag bij Lyndanisse: De Denen, die eerder het Toompeakasteel bij Tallinn hebben ingenomen, worden verrast door de Esten, maar weten zich te hergroeperen en verslaan hen alsnog.
  - Volgens de legende zou tijdens deze slag een rode vlag met een wit kruis naar beneden zijn gekomen, de oorsprong van de Deense vlag.
- Servië krijgt zijn eigen aartsbisdom. Begin van de Servisch-orthodoxe Kerk. De monnik Sava, broer van grootžupan Stefan Nemanjić, is de eerste aartsbisschop.
- Bohemund IV weet Antiochië opnieuw in te nemen.
- Marmande wordt veroverd op de Albigenzen. Ongeveer 5000 inwoners worden afgeslacht.
- 8 november - De stad Neurenberg krijgt uitgebreide vrijbrieven. Begin van de Rijksstad Neurenberg.
- 16 november - Paus Honorius III doet de bul Super speculam uitgaan, met regelingen betreffende de Universiteit van Parijs.
- Kloosterstichting: Gempe.
- Theodoros I Laskaris trouwt met Maria van Courtenay.
- Ferdinand III van Castilië trouwt met Beatrix van Hohenstaufen.
- 5 juni - Raymond Berengarius V van Provence trouwt met Beatrix van Savoye
- oudst bekende vermelding: Eeklo, Nandrin, Neerglabbeek, Stuivekenskerke, Netersel

## Opvolging
- patriarch van Alexandrië (Grieks) - Joachim opgevolgd door Dorotheüs
- Antiochië - Raymond Ruben opgevolgd door Bohemund IV
- Armagnac - Gerolt V opgevolgd door zijn zoon Peter Gerard
- Armeens Cilicië - Leo II opgevolgd door zijn dochter Isabella
- aartsbisdom Bremen-Hamburg - Gerard van Oldenburg opgevolgd door Gerard II van Lippe
- bisdom Doornik - Walter van Marvis als opvolger van Gozewijn
- Galilea (titulair) - Rudolf van Sint-Omaars opgevolgd door zijn dochter Eschiva van Sint-Omaars
- Gulik - Willem III opgevolgd door zijn zoon Willem IV
- Huntingdon - David van Schotland opgevolgd door zijn zoon Jan
- Joigny - Willem opgevolgd door zijn zoon Peter
- Latijns keizerrijk - Peter II van Courtenay en Yolande van Henegouwen opgevolgd door hun zoon Robert van Courtenay
- Saint-Pol - Wouter III van Châtillon opgevolgd door zijn zoon Gwijde II
- Tempeliers (grootmeester) - Peter de Montaigu in opvolging van Willem van Chartres

## Afbeeldingen

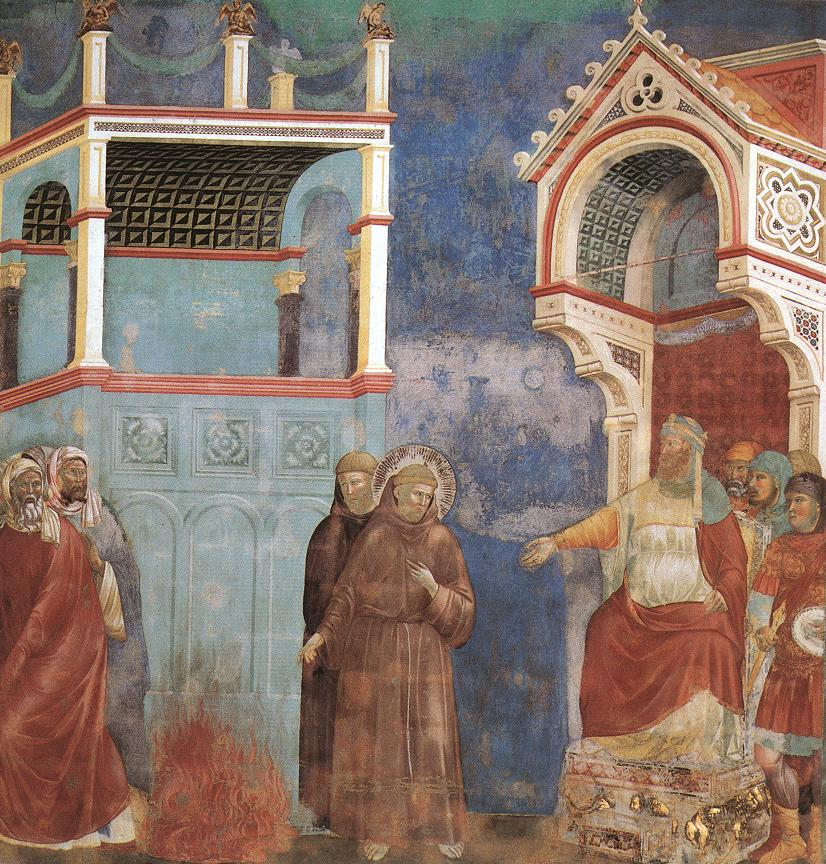
Franciscus van Assisi bij de sultan
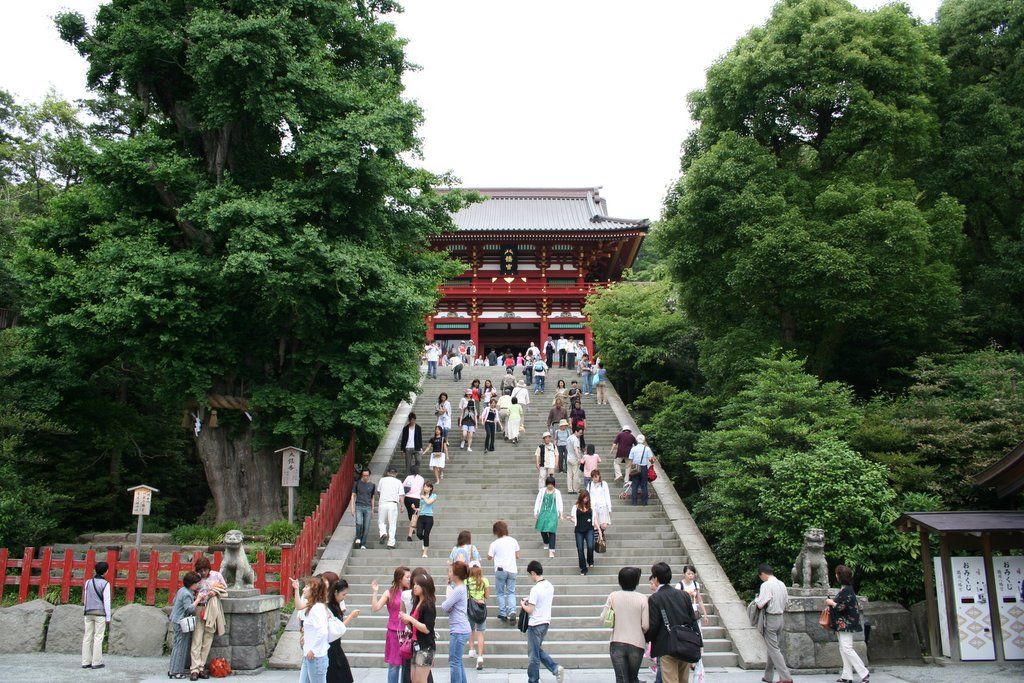
De grote trap van Tsurugaoka Hachiman-gū. Minamoto no Sanetomo werd hier het slachtoffer van een moordaanslag in 1219
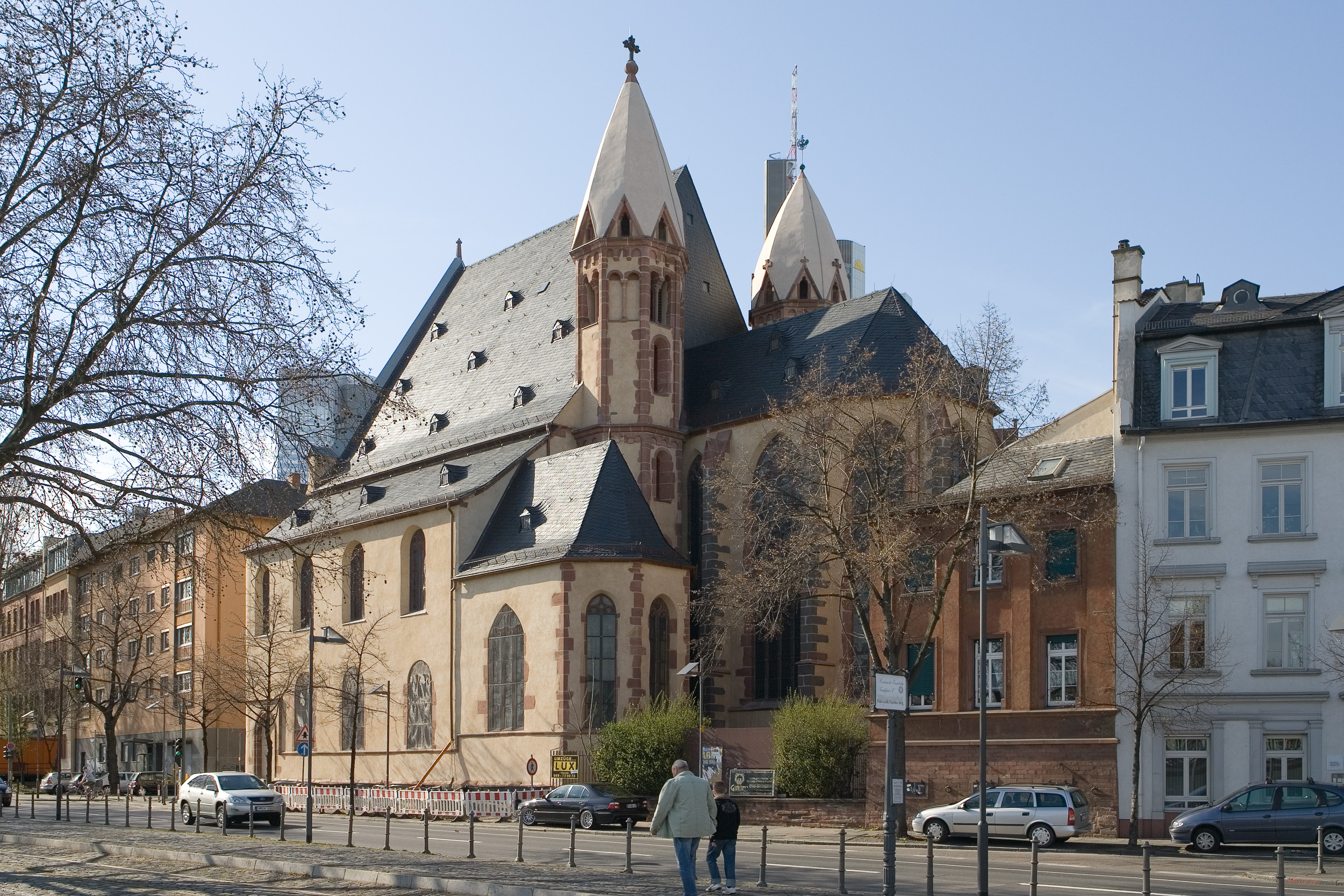
Sint-Leonarduskerk in Frankfurt, 1219 (huidige vorm 16e eeuw)
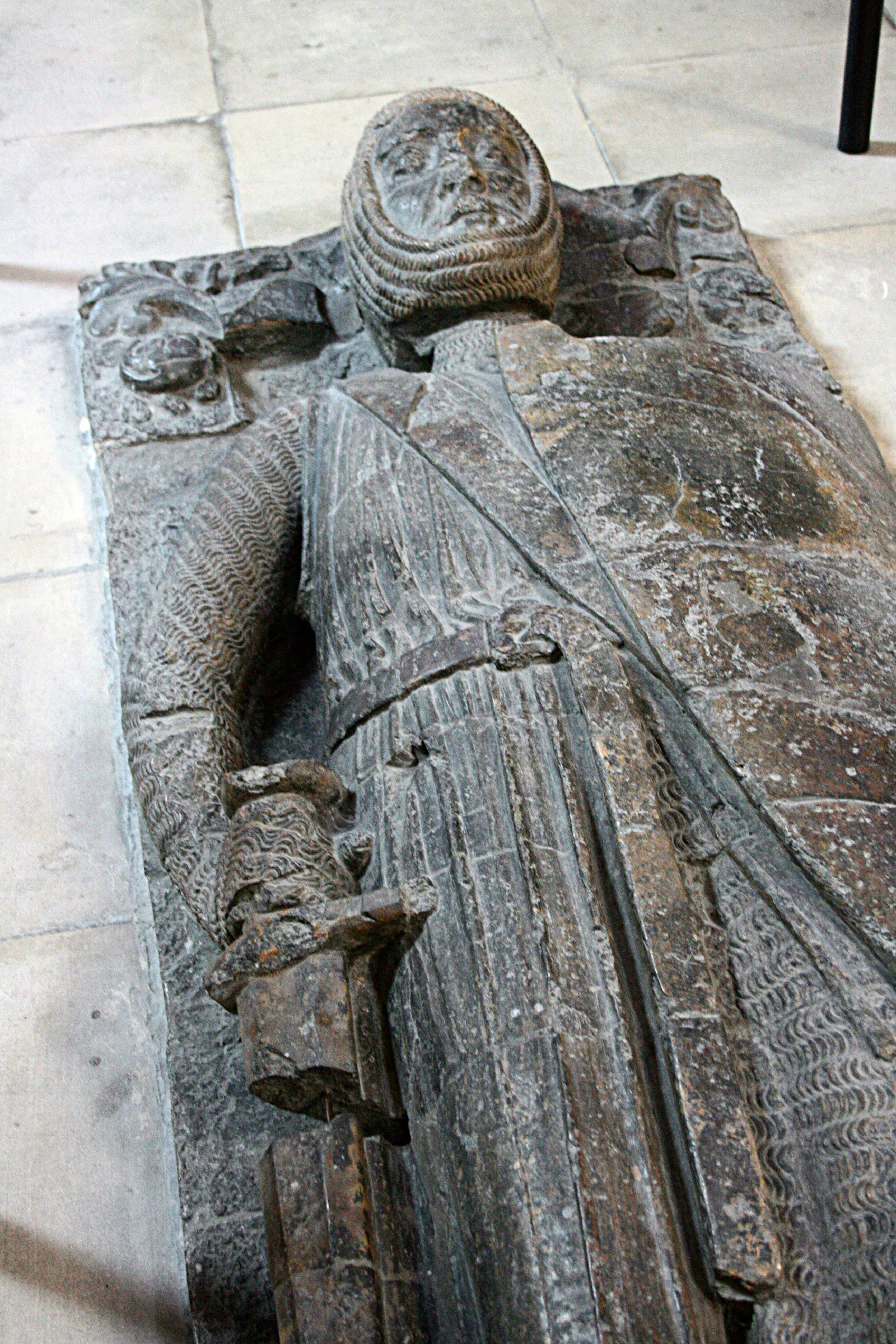
Graftombe van Willem de Maarschalk

## Geboren
- 21 juli - Jan van Maine, Frans prins
- Christoffel I, koning van Denemarken (1252-1259) (jaartal bij benadering)
- Jolanda van Hongarije, echtgenote van Jacobus I van Aragon (jaartal bij benadering)

## Overleden
- 12 februari - Minamoto no Sanetomo (26), shogun (1203-1219)
- 1 mei - Rudolf I van Eu, Frans edelman
- 2 of 5 mei - Leo II (~68), vorst en koning van Armeens Cilicië (1187-1219)
- 14 mei - Willem de Maarschalk (~72), Engels staatsman
- 15 juni - Theoderik van Treyden, bisschop van Estland
- 17 juni - David van Schotland (~75), Schots prins
- 13 augustus - Gerard van Oldenburg, aartsbisschop van Bremen-Hamburg
- 17 december - Cono van Béthune, Frans kruisvaarder en troubadour (of 1220)
- Gerolt V van Armagnac, Frans edelman
- Hugo IX van Lusignan, Frans edelman
- Izzeddin Keykavus, sultan van Rûm
- Peter II van Courtenay, keizer van Constantinopel (1217-1219)
- Rudolf van Sint-Omaars (~81), Jeruzalems edelman
- Wouter III van Châtillon, Frans edelman
- Yolande van Henegouwen (~42), keizerin van Constantinopel (1217-1219)